# 皇后石首魚
皇后石首魚為輻鰭魚綱鱸形目鱸亞目石首魚科的其中一種，分布東太平洋區，從美國奧勒岡州Yaquina灣至墨西哥下加利福尼亞半島南部海域，棲息深度1-21公尺，體長可達30公分，棲息在沿海，屬肉食性，以魚類、蠕蟲等為食，可做為食用魚或餌魚。